# Andy Linighan
Andrew Linighan (ur. 18 czerwca 1962) to były angielski piłkarz występujący na pozycji obrońcy. Klubem, w którym najdłużej przebywał podczas swojej kariery jest Arsenal, gdzie spędził aż 7 lat.